# Ковровское викариатство
Ковро́вское викариа́тство — викариатство Владимирской епархии Русской православной церкви. Названо по городу Коврову (ныне Владимирской области). Образовано 9 июля 1920 года.

## Епископы
- 12 июля 1920 — июнь 1921 — Леонид (Скобеев)
- 10 июля 1921 — 4 сентября 1934 — Афанасий (Сахаров)
- 24 сентября 2021 — 20 марта 2025 — Стефан (Привалов)